# Toy Story 5
Câu chuyện đồ chơi 5 (tên tiếng Anh: Toy Story 5) là bộ phim hoạt hình thuộc thể loại hài của Hoa Kỳ do hãng  Pixar Animation Studios thuộc Walt Disney Pictures sản xuất. Đây là phần phim thứ năm thuộc chuỗi phim Câu chuyện đồ chơi của Pixar và đồng thời cũng là phần hậu truyện của Câu chuyện đồ chơi 4 (2019). Phim được đạo diễn kiêm biên kịch bởi Andrew Stanton với sự trở lại của Tom Hanks và Tim Allen trong vai trò lồng tiếng cho hai nhân vật Woody and Buzz Lightyear của họ từ bốn phần phim trước. Ngoài ra, phim còn sự tham gia lồng tiếng của hai ngôi sao mới là Anna Faris và Ernie Hudson.
Vào tháng 2, 2019, Allen đã bày tỏ sự thích thú trước việc sản xuất phần phim thứ năm của Câu chuyện đồ chơi, trong khi Hanks đã chia sẻ về việc Câu chuyện đồ chơi 4 sẽ là phần phim cuối cùng của thương hiệu vào tháng 5 và việc có thêm phần phim thứ năm là bất khả thi. Quá trình sản xuất cho phần phim thứ năm đã chính thức được xác nhận vào tháng 2 năm 2023, với thông tin Hanks và Allen sẽ tiếp tục quay trở lại. Tháng 6, 2024, có thông tin về việc Stanton sẽ ngồi vào chiếc ghế đạo diễn của phim. Đây sẽ là phần phim đầu tiên trong loạt phim chính không có sự tham gia của John Lasseter trong quá trình sản xuất, người đã rời bỏ vai trò đạo diễn của phim đồng thời cũng rời khỏi trong quá trình phát triển phần phim Câu chuyện đồ chơi 4.
Câu chuyện đồ chơi 5 được công chiếu tại các rạp ở Hoa Kỳ vào ngày 19 tháng 6, 2026.

## Tiền đề
Những nhân vật đồ chơi đều sẽ quay trở lại trong Câu chuyện đồ chơi 5 của Disney và Pixar và lần này sẽ xoay quanh sự kết hợp giữa Đồ chơi và Công nghệ. Buzz, Woody, Jessie, và những người bạn còn lại trong nhóm sẽ phải đối mặt với những thử thách mới, một mối đe dọa về những khoảng thời gian vui chơi.— Pixar

## Lồng tiếng
- Tom Hanks lồng tiếng vai Woody[2]
- Tim Allen lồng tiếng vai Buzz Lightyear[3]
- Ernie Hudson lồng tiếng vai Combat Carl[4]

Ngoài ra, phim còn có sự tham gia lồng tiếng của Anna Faris trong một vai diễn không được tiết lộ.

## Phát hành
Câu chuyện đồ chơi 5 được công chiếu tại Hoa Kỳ do Walt Disney Pictures phát hành vào ngày 19 tháng 6, 2026.